# FCW Florida Heavyweight Championship
Il FCW Florida Heavyweight Championship è stato il titolo principale della divisione maschile della federazione di wrestling statunitense Florida Championship Wrestling.

## Storia
Il titolo debuttò il 15 febbraio 2008 ed il primo campione Jake Hager vinse una battle royal a 21 uomini ed il 22 marzo 2008 Hager sconfisse Heath Miller (il detentore del titolo FCW Southern Heavyweight Championship) unificando i due titoli.
Nell'agosto 2012 e dopo che la FCW chiuse e gli atleti furono spostati nel neonato roster di NXT il titolo fu ritirato.

## Albo d'oro
| Wrestler                                                                                         | Regno | Data              | Regno | Luogo         | Note |
| ------------------------------------------------------------------------------------------------ | ----- | ----------------- | ----- | ------------- | --- |
| Jake Hager                                                                                       | 1     | 15 febbraio 2008  | 216   | Tampa         | Sconfiggendo Ted DiBiase jr.; i due lottatori furono gli ultimi due rimasti sul ring durante una Battle Royal con 23 partecipanti realizzata per determinare i due contendenti.          |
| Sheamus O'Shaunessy                                                                              | 1     | 18 settembre 2008 | 84    | Tampa         | |
| Eric Escobar                                                                                     | 1     | 11 dicembre 2008  | 77    | Tampa         | |
| Joe Hennig                                                                                       | 1     | 26 febbraio 2009  | 21    | Tampa         | |
| Drew McIntyre                                                                                    | 1     | 19 marzo 2009     | 84    | Tampa         | Ha sconfitto Eric Escobar conquistando il titolo in quanto il campione precedente, Joe Hennig, ha dovuto lasciare il titolo a causa di un infortunio.                                    |
| Tyler Reks                                                                                       | 1     | 11 giugno 2009    | 63    | Tampa         | |
| Heath Slater                                                                                     | 1     | 13 agosto 2009    | 42    | Tampa         | |
| Justin Gabriel                                                                                   | 1     | 24 settembre 2009 | 175   | Tampa         | |
| Alex Riley                                                                                       | 1     | 18 marzo 2010     | 126   | Tampa         | In un Triple threat match dove era coinvolto anche Wade Barrett che aiutò Riley a schienare Gabriel dopo un colpo di scena.                                                              |
| Mason Ryan                                                                                       | 1     | 22 luglio 2010    | 196   | Tampa         | Vincendo un Triple threat match contro Alex Riley e Johnny Curtis |
| Bo Rotundo                                                                                       | 1     | 3 febbraio 2011   | <1    | Tampa         | |
| Lucky Cannon                                                                                     | 1     | 3 febbraio 2011   | 105   | Tampa         | Rotundo vince la cintura, ma la General Manager Maxine sancisce subito un match valido per il titolo contro Lucky Cannon, dove Rotundo viene sconfitto.                                  |
| Bo Rotundo                                                                                       | 2     | 12 maggio 2011    | 105   | Tampa         | |
| Titolo reso vacante il 1º settembre per infortunio di Rotundo.                                   |       |                   |       |               | |
| Leo Kruger                                                                                       | 1     | 1º settembre 2011 | 154   | Tampa         | Vincendo un torneo per la riassegnazione del titolo. Leo Kruger sconfigge prima Percy Watson nella qualificazione mentre in finale sconfigge Damien Sandow, Dean Ambrose e Husky Harris. |
| Mike Dalton                                                                                      | 1     | 2 febbraio 2012   | 21    | Tampa         | |
| Leo Kruger                                                                                       | 2     | 23 febbraio 2012  | <1    | Tampa         | |
| Seth Rollins                                                                                     | 1     | 23 febbraio 2012  | 98    | Tampa         | |
| Rick Victor                                                                                      | 1     | 16 giugno 2012    | <1    | Crystal River | |
| Bo Dallas                                                                                        | 3     | 16 giugno 2012    | 43    | Crystal River | |
| Rick Victor                                                                                      | 2     | 13 luglio 2012    | 7     | Punta Gorda   | |
| Richie Steamboat                                                                                 | 1     | 20 luglio 2012    | 25    | Tampa         | |
| Titolo ritirato con la chiusura della FCW e lo spostamento di tutti i talenti nel roster di NXT. |       |                   |       |               | |